# Barrett XM109
Das Barrett XM109 ist ein im Rahmen des Small Arms Master Plan (SAMP) entwickeltes Scharfschützengewehr, das die Barett M82 und Derivate bei der US Army ersetzen sollte. Da das Waffensystem im Small Arms Master Plan als Objective Sniper Weapon (OSW) (deutsch „Zielsetzung Scharfschützenwaffe“) geführt wird, wird die XM109 üblicherweise auch als OSW bezeichnet. Seit 2006 wurde die Waffe als Anti-Materiel Payload Rifle (deutsch „Anti-Wehrmaterial-Nutzlastgewehr“) geführt. Die Waffe mit rudimentärem Ballistikcomputer erreichte 2004 die Serienreife, wurde aber nicht beschafft.

## Geschichte
Bereits Ende der 1980er Jahre kamen die US-Streitkräfte zu dem Schluss, dass die Entwicklung von Schusswaffen mit herkömmlichen Projektilen, die ihre Energie aus der Masse und der Geschwindigkeit des Geschosses beziehen, ihren Zenit erreicht hatte. Das neue Konzept sollte daher als Hauptkampfmittel auf luftzündenden Granaten basieren, deren Effektivität aus der Explosion und der Splitterwirkung des Geschosses resultiert, und deren Kampfkraft somit nicht mit der Entfernung abnimmt. Außerdem eröffnen sich dadurch weitere Möglichkeiten, etwa die Bekämpfung von Gegnern hinter Deckungen oder in Gebäuden.
Die im Small Arms Master Plan definierte Objective Sniper Weapon war zunächst technologieoffen, es wurden lediglich bestimmte Leistungsparameter gefordert. In der Technology-Assessment-Phase, welche bis 1997 lief, wurden jedoch Anforderungen gestellt, welche nicht erreichbar waren: So wurden 1993 und 1994 in den Sniper Conferences des Joint Service Small Arms Programs (JSSAP) folgende Forderungen aufgestellt: Eine Trefferquote von 100 % auf eine Kampfentfernung von 1200 m gegen alles, gegen Personen in mindestens 1500 m (wobei 2000 m erwünscht waren) ebenfalls 100 %. Gleichzeitig sollte die Waffe gegen Wehrmaterial, geschützte Personen, Personen in Deckung, Fahrzeuge und Kommunikationseinrichtungen eingesetzt werden können. Die Gewichtsvorstellungen des JSSAP von maximal 6,75 kg (4,5 kg erwünscht) für die Waffe waren ebenfalls unrealistisch. Trotzdem wurden diese Parameter im OSW-Technologiedemonstrationprogramm, welches von 1997 bis 2002 ging, beibehalten.
Nach den Erfahrungen des Zweiten Golfkrieges forderten US-Spezialeinheiten eine Anti-Material-Waffe im Kaliber 20–25 mm. 1992 wurde der Bedarf offiziell festgestellt, und am 16. März 1994 die Anforderungen an diese Waffe präzisiert. Das Joint Service Small Arms Program (JSSAP) führte daraufhin im Jahr 2002 Schusstestes mit dem 25-mm-Prototyp der Objective Sniper Weapon aus, der mit einer Barrett M82 verglichen wurde. Zielvorgabe war, das 64N6 Big-Bird-Radar eines S-300 Flugabwehrraketenkomplexes und ein BMP-3 auf bis zu 800 m Entfernung zu neutralisieren. Die OSW schnitt dabei besonders auf große Entfernungen besser ab, es wurde nur etwa die Hälfte der Munitionsmenge verbraucht.
Anfang 2004 wurde der Barrett Firearms Manufacturing, Inc der Auftrag erteilt, Leistung und Rückstoß der Waffe zu verbessern, und 10 verbesserte Prototypen zu bauen. Diese wurden im August 2004 an die Army ausgeliefert. Das für die Waffe entwickelte Barrett Optical Ranging System (BORS) war zusammen mit dem Gewehr etwa 90 Tage später serientauglich. Innerhalb der nächsten sechs Monate sollte die Waffe weiterentwickelt werden, um luftzündende Munition verschießen zu können. Ebenso sollten später alle Arten von Munition im Kaliber 25 × 59 mm verschossen werden können.
Im Jahr 2006 wurde die Waffe zusammen mit der Barrett M107 und dem Barrett XM500 als Anti-Materiel Payload Rifle durch den Kongress der Vereinigten Staaten gewinkt, eine Beschaffung erfolgte jedoch nicht. Offiziell wurde das Programm nie eingestellt. Die Waffe wäre allerdings der alleinige Nutzer der 25-mm-Munition, nachdem das General Dynamics XM307 ebenfalls eingestellt wurde.

## Überblick

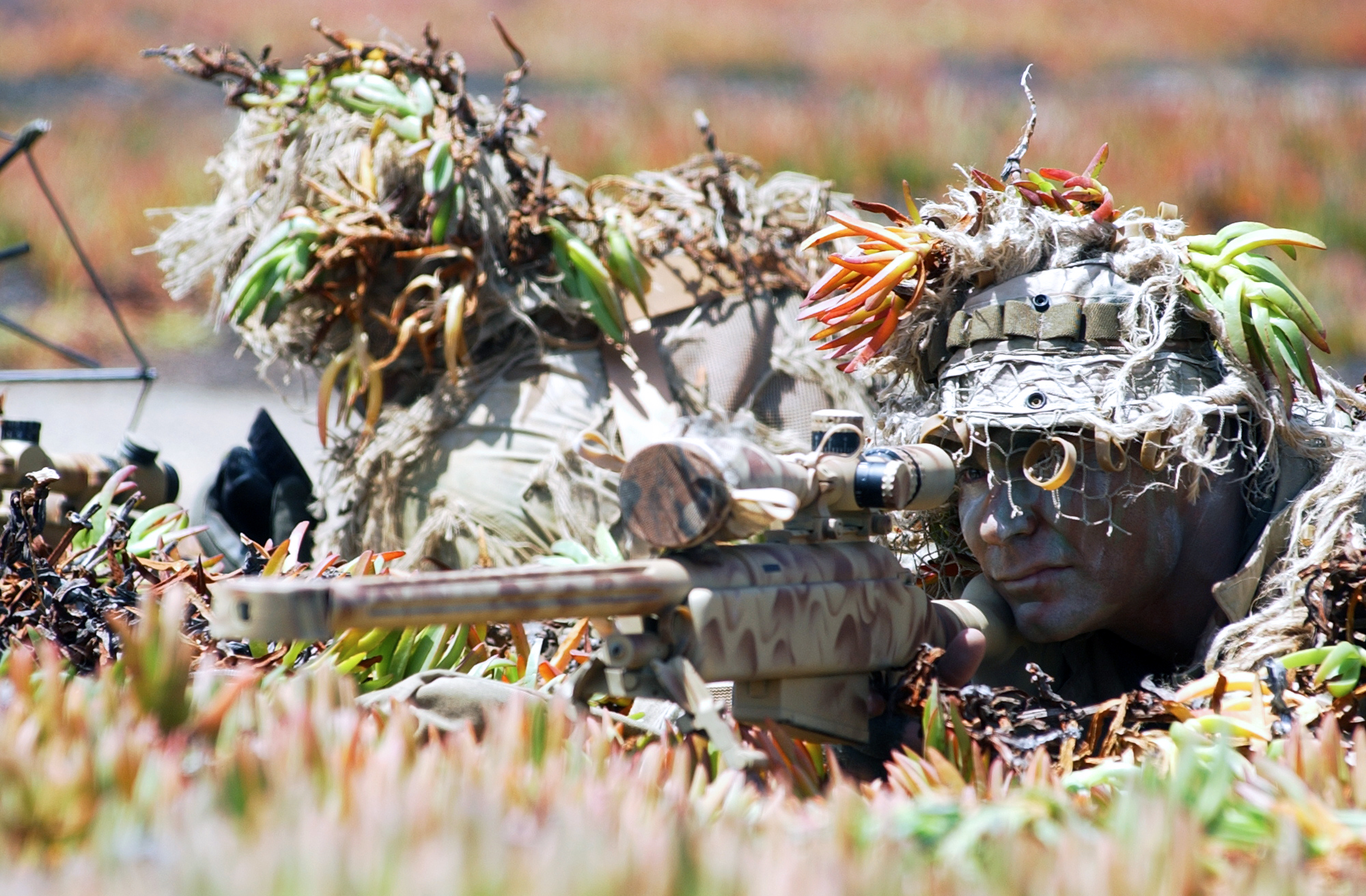
SEALs mit McMillan Tac-50

Die Aufgabe von Scharfschützen ist es, gegnerische Hochwertziele (Personen oder Wehrmaterial) auf große Entfernung mit gezielten Schüssen zu bekämpfen. Die direkte Unterstützung eigener Einheiten ist hingegen seltener und wird in der Regel von Gruppenscharfschützen wahrgenommen. Bei der Bewaffnung eines Scharfschützen ist ein Kompromiss nötig: Da Schüsse auf Personenziele eine hohe Präzision erfordern, werden hier Verschlusssysteme bevorzugt, welche bei der Schussabgabe starr bleiben. Die Waffen der Wahl sind also Repetierer. Bei Schüssen auf Materialziele wird hingegen eine hohe Zerstörungskraft und somit ein großes Kaliber bevorzugt. Der starke Rückstoß macht Waffen mit beweglichen Verschlüssen und Läufen erstrebenswert, um den Rückstoß zu dämpfen. Gewehre wie das McMillan Tac-50 oder das PGM Hécate II versuchen eine hohe Präzision gegen Personenziele mit einer hohen Zerstörungskraft gegen Materialziele zu vereinen.
Durch das Verschießen luftzündender Munition sollte die Objective Sniper Weapon (OSW) sowohl gegen Personen- als auch gegen Materialziele eine bessere Wirkung entfalten: Durch die luftzündende Munition erhöht sich die Trefferquote gegen Personenziele auf große Entfernungen, auch können damit Gegner in Deckung bekämpft werden. Der Zwang zum punktgenauen Schuss entfällt, es reicht, wenn die Granate in der Nähe des Gegners explodiert, um ihn außer Gefecht zu setzen. Gleichzeitig steigert das größere Kaliber der Granaten die Zerstörungskraft der Waffe gegen Wehrmaterial. Bereits heute existieren Anti-Materiel-Waffen wie NTW-20 oder RT-20, welche Maschinenkanonenmunition im Kaliber 20 mm mit einer Mündungsgeschwindigkeit von 720 bzw. 850 m/s verschießen. Die 25-mm-Munition des OSW erreicht dagegen nur die Hälfte der Mündungsgeschwindigkeit, was für die Wirkung im Ziel keine Rolle spielt, aber Waffengewicht und Rückstoß reduziert. Die Aufgaben eines Anti-Material- und Anti-Personen-Gewehrs konnten so in einer Waffe vereint werden.

## Technik

### Aufbau

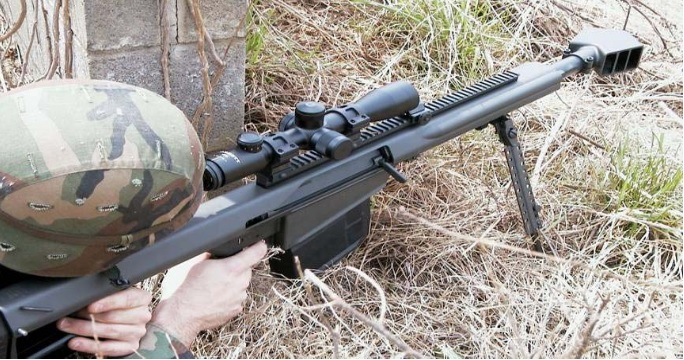
Soldat mit XM109 im Anschlag

Die Waffe baut auf dem Barrett M107 auf und ist bis auf das verwendete Kaliber mit diesem identisch. Beide Systeme sind zu 70 % baugleich und können zur jeweils anderen Version umgebaut werden, analog zu XM307 und XM312. Das aus geprägtem Stahlblech hergestellte Gehäuse beherbergt den Repetiermechanismus der als Rückstoßlader ausgeführten Scharfschützenwaffe. Nach Betätigen des Abzugs zündet das nach vorne schnellende Schlagstück die 25 × 59 mm Granatpatrone, deren Granate daraufhin den 447 mm langen Lauf mit etwa 425 m/s verlässt. Nach dem Schuss bewegen sich Verschluss und Lauf gemeinsam zurück, dabei dreht sich der Verschlusskopf und entriegelt die Waffe. Ist der Lauf entriegelt, bewegt er sich wieder nach vorne, während der Verschluss weiter zurückläuft, die Hülse auswirft und schließlich die nächste Patrone lädt. Das Schlagstück wird durch den Verschluss während seiner Vorwärtsbewegung gespannt. Der Rückstoß der Granate wird über den beweglichen Repetiermechanismus gedämpft, ein Großteil wird jedoch von der effektiven Mündungsbremse übernommen. Die Munitionszuführung erfolgt über ein fünfschüssiges Kastenmagazin. Das Gesamtgewicht der Waffe mit Magazin beträgt 15,9 kg.
Die Präzision der Waffe war aufgrund der Granatmunition weniger wichtig. Bei dem oben erwähnten Vergleichsschießen im Jahr 2002 zwischen dem M107 mit Raufoss Mk 211 Munition und der XM109 erzielte die M107 eine Präzision von 2,3 MoA auf 600 m, während die XM109 2,53 MoA mit XM1050 TP Munition erreichte. Auf 800 m fiel der Unterschied mit 2,74 zu 3,33 MoA deutlicher aus. Das entspricht einer Abweichung von 80 cm auf 800 m. Die Systempräzision mit XM1050-Übungsmunition liegt bei 1,1 mils auf 1350 m, was einer Abweichung von etwa 50 cm entspricht.

### Ballistikcomputer
Die Schwierigkeit beim Scharfschießen besteht darin, die Systempräzision der Waffe bestmöglich auszunutzen, da diese durch externe Einflüsse verringert wird. Bereits während der OSW-Technologiedemonstrationsphase wurden 1999 die technischen Anforderungen an ein Advanced Sniper Weapon Fire Control System (ASWFCS) festgelegt. Als Ersatz für die Objective Sniper Weapon wurde ein Scharfschützengewehr im Kaliber .338 Lapua Magnum angenommen. Darauf aufbauend, wurden die relevanten Parameter für einen präzisen Schuss bestimmt, und die dafür notwendigen Fähigkeiten des Ballistikcomputers.  Allerdings ist unklar, ob das Advanced Sniper Weapon Fire Control System nur für die OSW gedacht war, oder für jede geeignete Waffe.
Das System sollte aus einem Spektiv mit Laserentfernungsmesser, Querwindsensor und (konzeptionell) 20-facher Vergrößerung für den Beobachter bestehen. Die Daten sollten an den Ballistikcomputer der Waffe des Schützen gesendet werden, welcher zusammen mit der Lufttemperatur und -dichte den Vorhaltepunkt der Waffe in Echtzeit errechnet. Die Position des Absehens im Zielfernrohr sollte durch Inertial Reticle Technology (IRT) bestimmt werden. Dazu sollten Sensoren die Waffenbewegungen erfassen, und einen korrigierten Trefferpunkt in Echtzeit berechnen. Während der Richtschütze eines Kampfpanzers mit Hilfe eines starren Absehens visiert und die Waffenanlage relativ dazu beweglich ist, ist der Prozess bei der Inertial Reticle Technology umgekehrt: Die Waffe ist „starr“, das heißt durch den Computer nicht beeinflussbar, aber das Absehen ist beweglich. Die Markierung im Fernrohrbild zeigt deshalb stets an die Stelle, an der das Geschoss einschlagen würde, wenn in diesem Moment der Abzug betätigt würde. Um das Ziel zu treffen, muss der Schütze Vorhaltepunkt und Trefferpunkt in Übereinstimmung bringen. Die (konzeptionelle) Vergrößerung des Waffenvisiers wird mit 10-fach bzw. 30-fach angegeben.
Letztlich wurde aber nur das Barrett Optical Ranging System (BORS) für die Waffe entwickelt, um Anti-Materiel-Aufgaben wahrnehmen zu können: Dieses besteht aus einem kleinen Gerät, welches auf ein Zielfernrohr montiert werden kann, und mit Hilfe von Temperatur, Druck, Entfernung und Geschossart den Elevationswinkel der Waffe berechnet. Zur Entfernungsbestimmung muss der Schütze die Zielhöhe manuell eingeben, und den Querbalken des Fadenkreuzes unter das Ziel halten. Nach einem Tastendruck wird der Elevationswinkel am BORS verstellt, bis der Querbalken über dem Ziel liegt, und wieder die Taste gedrückt wird. Die Entfernung wird nun errechnet, und das Fadenkreuz kann darauf eingestellt werden.